# Sarcophaga phallosoma
Sarcophaga phallosoma är en tvåvingeart som beskrevs av Zumpt 1972. Sarcophaga phallosoma ingår i släktet Sarcophaga och familjen köttflugor.
Artens utbredningsområde är Nigeria. Inga underarter finns listade i Catalogue of Life.